# Ogronios
Ogronios  est le 5e mois de l'année chez les Celtes de la protohistoire, qui commence avec samonios et est marqué par la fête religieuse de Samain. Il est constitué de 30 jours. Il prend place entre les mois de anagantios et de cutios. Il correspond approximativement au mois de mars du calendrier grégorien.

## Ogronios
Ogronios est le 5e mois de l'année celtique, il se situe entre les mois de anagantios et de cutios. Il est constitué de 30 jours et est considéré comme un mois faste (mat).

## Étymologie
Selon Xavier Delamarre, le nom de ce mois signifierait « froid » à l'image du vieil irlandais úar et du gallois oer.

## L'année celtique
L'année celtique était divisée en deux saisons : une saison claire et une saison sombre. La saison claire  commence à Beltaine (1er mai), fête dédiée à Lug et se termine avec celle de Samain, elle est notamment consacrée aux récoltes et, dans les contextes guerriers, aux razzias.

### Le calendrier de Coligny

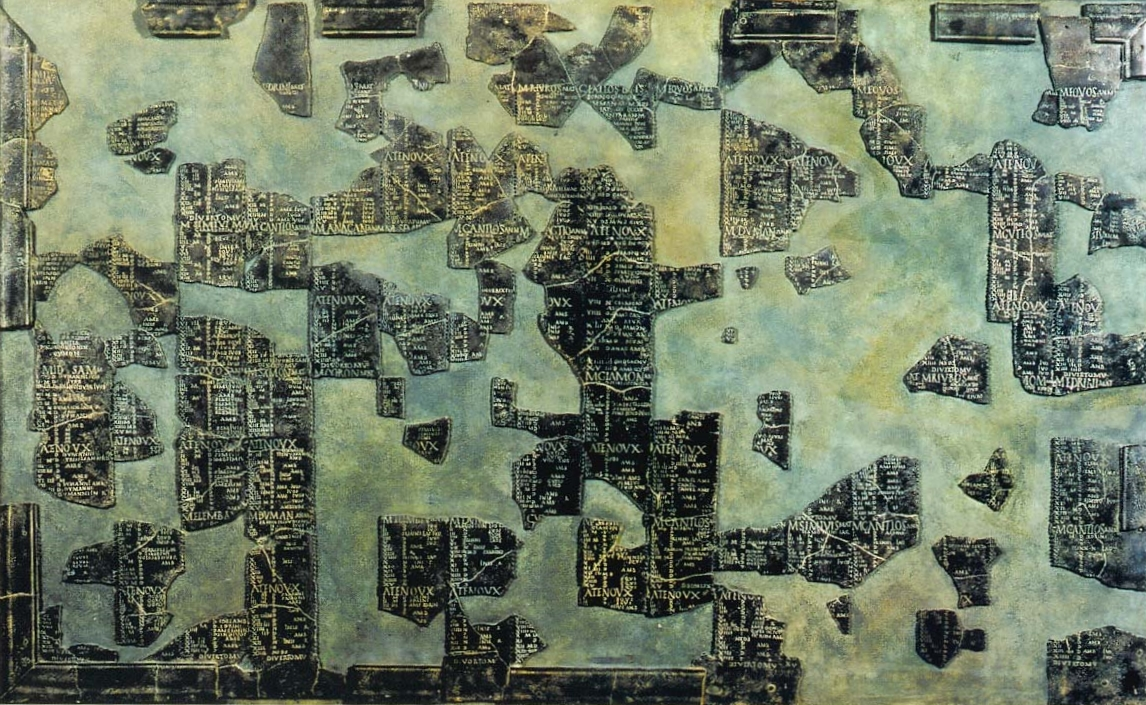
Le calendrier de Coligny.

Le calendrier de Coligny est le plus important document archéologique en langue gauloise ; il est daté du IIe siècle apr. J.-C. et appartient donc à l'époque gallo-romaine. Il s'agit d'une table (fragmentée) de 1,50 m sur 0,90 m, qui comporte 2 000 mots placés sur 16 colonnes et 2 200 lignes. Il est révélateur des connaissances des druides en astronomie, ce que Jules César avait déjà noté dans ses Commentaires sur la Guerre des Gaules :
« Le mouvement des astres, l'immensité de l'univers, la grandeur de la terre, la nature des choses, la force et le pouvoir des dieux immortels, tels sont en outre les sujets de leurs [les druides] discussions : ils les transmettent à la jeunesse. »
— Jules César, Commentaires sur la Guerre des Gaules, Livre VI, 14.
Découvert en 1897 sur la commune de Coligny dans l’Ain (territoire des Ambarres), il est exposé au musée gallo-romain de Fourvière à Lyon.

### Les mois du calendrier
Les douze mois avec leur durée et leur attribut sont :
- Samonios (30 jours, mat),
- Dumannios (29 jours, anmat),
- Riuros (30 jours, mat),
- Anagantios (29 jours, anmat),
- Ogronios (30 jours, mat),
- Cutios (30 jours, mat),
- Giamonios (29 jours, anmat),
- Simivisonnios (30 jours, mat),
- Equos (30 jours, anmat),
- Elembivios (29 jours, anmat),
- Edrinios (30 jours, mat),
- Cantlos (29 jours, anmat) ;

auxquels il faut ajouter les deux mois supplémentaires :
- Ciallos (entre Cutios et Giamonios,  30 jours, mat)
- Quimon (entre Cantlos et Samonios, 30 jours, mat).

## Compléments